# Evariste Ngolok
Evariste Ngolok (15 november 1988) is een Belgisch voetballer die geboren is in Kameroen. Ngolok, een verdedigende middenvelder, speelt sinds augustus 2017 voor Aris Limassol. Voordien was hij actief bij onder meer Union Saint-Gilloise, FCV Dender EH, KVC Westerlo, OH Leuven en Sporting Lokeren.

## Biografie

### Anderlecht
Evariste Ngolok begon in België als 18-jarige met voetballen bij de jeugd van RSC Anderlecht. De talentvolle middenvelder werd er bij de beloften een ploegmaat van onder meer Cor Gillis, Sébastien Siani, Bakary Sare en Oladapo Olufemi.

### Union
Omdat Ngolok bij Anderlecht de overstap naar de A-kern niet kon maken, werd hij uitgeleend aan Union Saint-Gilloise, een satellietclub van Anderlecht. Union speelde op dat ogenblik in tweede klasse. Ook in het seizoen 2008/09 huurde Union de middenvelder van Anderlecht.

### Dender
Roland Vandenbosch, hulptrainer van FCV Dender EH, overhaalde Ngolok om in 2009 de overstap te maken naar Dender. Vandenbosch kende hem nog van bij Union. Ook bij het net naar tweede klasse gedegradeerde Dender werd de Kameroener een vaste waarde. Hij was er een ploeggenoot van onder meer Kristof Imschoot, Ervin Zukanović en Henri Munyaneza.

### Westerlo
Tijdens de winterstop van het seizoen 2010/11 versierde hij een transfer naar KVC Westerlo. Bij de eersteklasser werd hij niet meteen een titularis, al mocht hij in mei 2011 wel meespelen in de bekerfinale. Westerlo, dat naast Ngolok ook kon rekenen op namen als Oleksandr Jakovenko, Steven De Petter en Christian Brüls, verloor in de finale met 2-0 van Standard Luik.
Een seizoen later kreeg Ngolok meer speelkansen, maar de club bengelde op dat ogenblik wel onderaan het klassement. Het team van trainer Jan Ceulemans werd uiteindelijk voorlaatste. In play-off III schakelde de club STVV uit, onder meer dankzij twee goals van Ngolok. Maar in de daaropvolgende eindronde kon Westerlo de degradatie niet meer vermijden. Na het seizoen werd hij verkozen tot speler van het jaar.

### Oud-Heverlee Leuven
In de zomer van 2012 ruilde de verdedigende middenvelder Westerlo in voor Oud-Heverlee Leuven. De Belg uit Kameroen tekende er een contract voor drie seizoenen. Ngolok strijdt bij OHL met o.a. Stefán Gíslason, Karel Geraerts en Kenneth Van Goethem om een plaats op het middenveld. 

### Sporting Lokeren
Na 2 seizoenen degradeerde ook OHL naar Tweede Klasse en dus keek Ngolok uit naar een nieuwe club die hij op 8 augustus 2014 bij Sporting Lokeren vond.

### Aris Limassol
Op 22 augustus ondertekende hij een contract voor 1 seizoen bij Aris Limassol

## Statistieken[1]
| seizoen | club                                 | land    | klasse             | wedst | goals |
| ------- | ------------------------------------ | ------- | ------------------ | ----- | ----- |
| 2007/08 | RSC Anderlecht                       | België  | Jupiler Pro League | 0     | 0     |
| 2007/08 | → Royale Union Saint-Gilloise (huur) | België  | Tweede Klasse      | 16    | 0     |
| 2008/09 | → Royale Union Saint-Gilloise (huur) | België  | Tweede Klasse      | 28    | 4     |
| 2009/10 | FCV Dender EH                        | België  | Tweede Klasse      | 32    | 3     |
| 2010/11 | FCV Dender EH                        | België  | Tweede Klasse      | 16    | 6     |
| 2010/11 | KVC Westerlo                         | België  | Jupiler League     | 7     | 1     |
| 2010/11 | KVC Westerlo                         | België  | Play-Off II A      | 6     | 1     |
| 2011/12 | KVC Westerlo                         | België  | Jupiler League     | 20    | 1     |
| 2011/12 | KVC Westerlo                         | België  | Play-Off III       | 4     | 2     |
| 2012/13 | Oud-Heverlee Leuven                  | België  | Jupiler League     | 21    | 2     |
| 2013/14 | Oud-Heverlee Leuven                  | België  | Jupiler League     | 29    | 5     |
| 2014/15 | Sporting Lokeren                     | België  | Jupiler League     | 5     | 2     |
| 2015/16 | Sporting Lokeren                     | België  | Jupiler League     | 12    | 4     |
| 2016/17 | Sporting Lokeren                     | België  | Jupiler League     | 0     | 0     |
| 2017/18 | Aris Limassol                        | Cyprus  | A Divizion         | 17    | 1     |
| 2018/19 | ÍB Vestmannaeyja                     | IJsland | Úrvalsdeild        | 7     | 0     |
|         |                                      |         | Totaal             | 204   | 32    |